# Mellanårsvalet i USA 2018
Mellanårsvalet i USA 2018 hölls på tisdag, 6 november 2018, förutom vissa fyllnadsval. Detta kongressval ägde rum i mitten av president Donald Trumps mandatperiod. Samtliga 435 platser i representanthuset och 35 av de 100 platserna i senaten stod till förfogande. Det förekom även guvernörsval.
Demokraterna tog kontroll över representanthuset medan republikanerna behöll kontroll över senaten.
I representanthuset, gjorde demokrater en nettovinst på minst 40 platser. En demokratisk seger i representanthuset avslutade den enhetliga kontrollen av kongressen. I senaten, vann republikaner en nettovinst på två platser. Som ett resultat av mellanårsvalet 2018, kommer det att vara första gången sedan 1985 där demokraterna kontrollerar representanthuset och republikanerna kontrollerar senaten. 
I guvernörskap, fick demokraterna kontroll över sju guvernörskap.
Valet präglades av relativt högt valdeltagande, eftersom valdeltagandet nådde den högsta nivån som setts i ett mellanårsval sedan 1914.
Experter, journalister och politiska ledare skilde sig i sin bedömning av mellanårsvalet 2018; vissa såg valet som en stor seger för demokraterna, medan andra hävdade att demokratiska vinster var anmärkningsvärda men blygsamma jämfört med historiska mellanårsval resultat. 

## Federala val
Primärvalssäsongen sträckte sig från mars till september 2018.

### Kongressval

Karta över senatsresultatet 2018
Demokraterna behåller plats
Demokraterna vinner plats
Republikanerna behåller plats
Republikanerna vinner plats
Partilösa behåller plats
Inget val

#### Senaten
Det valdes nya innehavare av 33 platser i senat klass ett. På 23 av dessa satt innan valet demokrater och på åtta platser satt republikaner (tre republikaner gick i pension) och två partilösa senatorer. Enligt FiveThirtyEight, år 2018, stod demokraterna inför den mest ogynnsamma senatskartan någonsin vid detta val, eftersom demokraterna behövde försvara 24 senatsplatser och republikanerna endast åtta.
Dessutom hölls fyllnadsval för att fylla lediga platser.
- Fyllnadsval i Minnesota, 2018, som hölls den 6 november 2018; vanns av Tina Smith (D)
- Fyllnadsval i Mississippi, 2018, som hölls den 6 november 2018. Ingen kandidat fick majoritet, en andra omröstning hölls den 27 november 2018; vanns av Cindy Hyde-Smith (R)

Republikanerna höll senatens majoritet och fick platser i Florida, Indiana, Missouri och North Dakota. Demokrater fick platser i Arizona och Nevada. Efter valet, noterade Chris Cillizza från CNN att, genom att begränsa sina senatsförluster 2018, kan demokrater potentiellt ta kontroll över senaten år 2020 eller 2022.
| Delstat       | Sittande | Sittande           | Vald  | Vald             | Resultat (%) | Not    |
| ------------- | -------- | ------------------ | ----- | ---------------- | ------------ | ------ |
| Arizona       | (R)      | Jeff Flake         | (D)   | Kyrsten Sinema   | 49,7         | [ 10 ] |
| Connecticut   | (D)      | Chris Murphy       | (D)   | Omvald           | 58,7         | [ 11 ] |
| Delaware      | (D)      | Thomas Carper      | (D)   | Omvald           | 59,8         | [ 12 ] |
| Florida       | (D)      | Bill Nelson        | (R)   | Rick Scott       | 50,1         | [ 13 ] |
| Hawaii        | (D)      | Mazie Hirono       | (D)   | Omvald           | 71,1         | [ 14 ] |
| Indiana       | (D)      | Joe Donnelly       | (R)   | Mike Braun       | 53,9         | [ 15 ] |
| Kalifornien   | (D)      | Dianne Feinstein   | (D)   | Omvald           | 53,7         | [ 16 ] |
| Maine         | (–)      | Angus King         | (–)   | Omvald           | 54,5         | [ 17 ] |
| Maryland      | (D)      | Ben Cardin         | (D)   | Omvald           | 63,9         | [ 18 ] |
| Massachusetts | (D)      | Elizabeth Warren   | (D)   | Omvald           | 60,3         | [ 19 ] |
| Michigan      | (D)      | Debbie Stabenow    | (D)   | Omvald           | 52,2         | [ 20 ] |
| Minnesota     | (DFL)    | Amy Klobuchar      | (DFL) | Omvald           | 60,3         | [ 21 ] |
| Minnesota     | (DFL)    | Tina Smith         | (DFL) | Vald             | 53,0         | [ 22 ] |
| Mississippi   | (R)      | Roger Wicker       | (R)   | Omvald           | 58,8         | [ 23 ] |
| Mississippi   | (R)      | Cindy Hyde-Smith   | (R)   | Vald             | 53,9         | [ 24 ] |
| Missouri      | (D)      | Claire McCaskill   | (R)   | Josh Hawley      | 53,4         | [ 25 ] |
| Montana       | (D)      | Jon Tester         | (D)   | Omvald           | 49,0         | [ 26 ] |
| Nebraska      | (R)      | Deb Fischer        | (R)   | Omvald           | 58,1         | [ 27 ] |
| Nevada        | (R)      | Dean Heller        | (D)   | Jacky Rosen      | 50,4         | [ 28 ] |
| New Jersey    | (D)      | Bob Menendez       | (D)   | Omvald           | 50,7         | [ 29 ] |
| New Mexico    | (D)      | Martin Heinrich    | (D)   | Omvald           | 52,6         | [ 30 ] |
| New York      | (D)      | Kirsten Gillibrand | (D)   | Omvald           | 66,4         | [ 31 ] |
| North Dakota  | (D)      | Heidi Heitkamp     | (R)   | Kevin Cramer     | 55,4         | [ 32 ] |
| Ohio          | (D)      | Sherrod Brown      | (D)   | Omvald           | 53,2         | [ 33 ] |
| Pennsylvania  | (D)      | Bob Casey          | (D)   | Omvald           | 55,6         | [ 34 ] |
| Rhode Island  | (D)      | Sheldon Whitehouse | (D)   | Omvald           | 61,5         | [ 35 ] |
| Tennessee     | (R)      | Bob Corker         | (R)   | Marsha Blackburn | 54,7         | [ 36 ] |
| Texas         | (R)      | Ted Cruz           | (R)   | Omvald           | 50,9         | [ 37 ] |
| Utah          | (R)      | Orrin Hatch        | (R)   | Mitt Romney      | 62,3         | [ 38 ] |
| Vermont       | (–)      | Bernie Sanders     | (–)   | Omvald           | 67,3         | [ 39 ] |
| Virginia      | (D)      | Tim Kaine          | (D)   | Omvald           | 57,0         | [ 40 ] |
| Washington    | (D)      | Maria Cantwell     | (D)   | Omvald           | 58,9         | [ 41 ] |
| West Virginia | (D)      | Joe Manchin        | (D)   | Omvald           | 49,5         | [ 42 ] |
| Wisconsin     | (D)      | Tammy Baldwin      | (D)   | Omvald           | 55,4         | [ 43 ] |
| Wyoming       | (R)      | John Barrasso      | (R)   | Omvald           | 68,8         | [ 44 ] |

#### Representanthuset
Alla 435 platser med rösträtt i representanthuset valdes. I representanthuset är mandatperioden två år. Fem platser utan rösträtt, från District of Columbia och territorierna, valdes samtidigt. Puerto Ricos plats väljs på fyra år och var inte uppe för val denna gång. Valet på Nordmarianerna sköts fram till 13 november på grund av tyfonen Yutu.
Under eller före mellanårsvalet 2018 den 6 november, hölls det åtta fyllnadsval:
- Fyllnadsval i Pennsylvania 18:e distrikt efter Tim Murphys avgång, som hölls 13 mars 2018; vanns av Conor Lamb (D)
- Fyllnadsval i Arizona 8:e distrikt efter Trent Franks avgång, som hölls 24 april 2018; vanns av Debbie Lesko (R)
- Fyllnadsval i Texas 27:e distrikt efter Blake Farentholds avgång, som hölls den 30 juni 2018; vanns av Michael Cloud (R)
- Fyllnadsval i Ohio 12:e distrikt efter Pat Tiberis avgång, som hölls den 7 augusti 2018; vanns av Troy Balderson (R)
- Fyllnadsval i Michigan 13:e distrikt efter John Conyers avgång, som hölls den 6 november 2018, sammanföll med det ordinarie valet; vanns av Brenda Jones (D)
- Fyllnadsval i Pennsylvania 7:e distrikt efter Pat Meehans avgång, som hölls den 6 november 2018, sammanföll med det ordinarie valet; vanns av Mary Gay Scanlon (D)
- Fyllnadsval i Pennsylvania 15:e distrikt efter Charlie Dents avgång, som hölls den 6 november 2018, sammanföll med det ordinarie valet; vanns av Susan Wild (D)
- Fyllnadsval i New York 25:e distrikt efter Louise Slaughters död, som hölls den 6 november 2018, sammanföll med det ordinarie valet; vanns av Joseph Morelle (D)

I november 2017 var antalet republikanska kongressledamöter som meddelade sin pensionering eller avgång från sina platser betydligt högre än sedan kongressen 2006. De flesta av dessa kongressledamöter mötte tufft omval år 2018. Antalet pensioneringar av demokrater var i linje med tidigare kongresser. Det oproportionerliga antalet av republikanska pensioneringar bedömdes sannolikt skada republikanernas möjligheter i mellanårsvalet 2018 eftersom det skulle bli färre distrikt där republikaner har inkumbent fördel.
I novembervalet, sökte 55 sittande kongressledamöter inte omval för att antingen gå i pension eller för att söka andra positioner. 18 stycken demokrater sökte inte omval år 2018. 32 stycken republikaner sökte inte omval år 2018.

Resultat (per 22 november)
Demokraterna behåller plats
Demokraterna vinner plats
Republikanerna behåller plats
Republikanerna vinner plats
Rösträkning pågår

| Delstat                  | Platser                 | Före valet              | Före valet              | Före valet              | Efter valet             | Efter valet             | Efter valet             | Not                     |
| Delstat                  | Platser                 | R                       | D                       | Övr                     | R                       | D                       | Övr                     | Not                     |
| ------------------------ | ----------------------- | ----------------------- | ----------------------- | ----------------------- | ----------------------- | ----------------------- | ----------------------- | ----------------------- |
| Alabama                  | 7                       | 6                       | 1                       |                         | 6                       | 1                       |                         | [ 49 ]                  |
| Alaska                   | 1                       | 1                       |                         |                         | 1                       |                         |                         | [ 50 ]                  |
| Arizona                  | 9                       | 5                       | 4                       |                         | 4                       | 5                       |                         | [ 51 ]                  |
| Arkansas                 | 4                       | 4                       |                         |                         | 4                       |                         |                         | [ 52 ]                  |
| Colorado                 | 7                       | 4                       | 3                       |                         | 3                       | 4                       |                         | [ 53 ]                  |
| Connecticut              | 5                       |                         | 5                       |                         |                         | 5                       |                         | [ 54 ]                  |
| Delaware                 | 1                       |                         | 1                       |                         |                         | 1                       |                         | [ 55 ]                  |
| Florida                  | 27                      | 15                      | 11                      | 0                       | 14                      | 13                      |                         | [ 56 ]                  |
| Georgia                  | 14                      | 10                      | 4                       |                         | 9                       | 5                       |                         | [ 57 ]                  |
| Hawaii                   | 2                       |                         | 2                       |                         |                         | 2                       |                         | [ 58 ]                  |
| Idaho                    | 2                       | 2                       |                         |                         | 2                       |                         |                         | [ 59 ]                  |
| Illinois                 | 18                      | 7                       | 11                      |                         | 5                       | 13                      |                         | [ 60 ]                  |
| Indiana                  | 9                       | 7                       | 2                       |                         | 7                       | 2                       |                         | [ 61 ]                  |
| Iowa                     | 4                       | 3                       | 1                       |                         | 1                       | 3                       |                         | [ 62 ]                  |
| Kalifornien              | 53                      | 14                      | 38                      | 0                       | 7                       | 46                      |                         | [ 63 ]                  |
| Kansas                   | 4                       | 4                       |                         |                         | 3                       | 1                       |                         | [ 64 ]                  |
| Kentucky                 | 6                       | 5                       | 1                       |                         | 5                       | 1                       |                         | [ 65 ]                  |
| Louisiana                | 6                       | 5                       | 1                       |                         | 5                       | 1                       |                         | [ 66 ]                  |
| Maine                    | 2                       | 1                       | 1                       |                         |                         | 2                       |                         | [ 67 ]                  |
| Maryland                 | 8                       | 1                       | 7                       |                         | 1                       | 7                       |                         | [ 68 ]                  |
| Massachusetts            | 9                       |                         | 9                       |                         |                         | 9                       |                         | [ 69 ]                  |
| Michigan                 | 14                      | 9                       | 4                       | 0                       | 7                       | 7                       |                         | [ 70 ]                  |
| Minnesota                | 8                       | 3                       | 5                       |                         | 3                       | 5                       |                         | [ 71 ]                  |
| Mississippi              | 4                       | 3                       | 1                       |                         | 3                       | 1                       |                         | [ 72 ]                  |
| Missouri                 | 8                       | 6                       | 2                       |                         | 6                       | 2                       |                         | [ 73 ]                  |
| Montana                  | 1                       | 1                       |                         |                         | 1                       |                         |                         | [ 74 ]                  |
| Nebraska                 | 3                       | 3                       |                         |                         | 3                       |                         |                         | [ 75 ]                  |
| Nevada                   | 4                       | 1                       | 3                       |                         | 1                       | 3                       |                         | [ 76 ]                  |
| New Hampshire            | 2                       |                         | 2                       |                         |                         | 2                       |                         | [ 77 ]                  |
| New Jersey               | 12                      | 5                       | 7                       |                         | 1                       | 11                      |                         | [ 78 ]                  |
| New Mexico               | 3                       | 1                       | 2                       |                         |                         | 3                       |                         | [ 79 ]                  |
| New York                 | 27                      | 9                       | 17                      | 0                       | 6                       | 21                      |                         | [ 80 ]                  |
| North Carolina           | 13                      | 10                      | 3                       |                         | 9                       | 3                       |                         | [ 81 ]                  |
| North Dakota             | 1                       | 1                       |                         |                         | 1                       |                         |                         | [ 82 ]                  |
| Ohio                     | 16                      | 11                      | 4                       | 0                       | 12                      | 4                       |                         | [ 33 ]                  |
| Oklahoma                 | 5                       | 4                       |                         | 0                       | 4                       | 1                       |                         | [ 83 ]                  |
| Oregon                   | 5                       | 1                       | 4                       |                         | 1                       | 4                       |                         | [ 84 ]                  |
| Pennsylvania             | 18                      | 10                      | 6                       | 0                       | 9                       | 9                       |                         | [ 34 ]                  |
| Rhode Island             | 2                       |                         | 2                       |                         |                         | 2                       |                         | [ 35 ]                  |
| South Carolina           | 7                       | 6                       | 1                       |                         | 5                       | 2                       |                         | [ 85 ]                  |
| South Dakota             | 1                       | 1                       |                         |                         | 1                       |                         |                         | [ 86 ]                  |
| Tennessee                | 9                       | 7                       | 2                       |                         | 7                       | 2                       |                         | [ 87 ]                  |
| Texas                    | 36                      | 24                      | 11                      | 0                       | 23                      | 13                      |                         | [ 88 ]                  |
| Utah                     | 4                       | 4                       |                         |                         | 3                       | 1                       |                         | [ 89 ]                  |
| Vermont                  | 1                       |                         | 1                       |                         |                         | 1                       |                         | [ 90 ]                  |
| Virginia                 | 11                      | 7                       | 4                       |                         | 4                       | 7                       |                         | [ 91 ]                  |
| Washington               | 10                      | 4                       | 6                       |                         | 3                       | 7                       |                         | [ 92 ]                  |
| West Virginia            | 3                       | 3                       |                         |                         | 3                       |                         |                         | [ 93 ]                  |
| Wisconsin                | 8                       | 5                       | 3                       |                         | 5                       | 3                       |                         | [ 94 ]                  |
| Wyoming                  | 1                       | 1                       |                         |                         | 1                       |                         |                         | [ 95 ]                  |
| Totalt                   | 435                     | 234                     | 192                     |                         | 199                     | 235                     |                         |                         |
| Territorium              | Delegater utan rösträtt | Delegater utan rösträtt | Delegater utan rösträtt | Delegater utan rösträtt | Delegater utan rösträtt | Delegater utan rösträtt | Delegater utan rösträtt | Delegater utan rösträtt |
| Amerikanska Jungfruöarna | 1                       |                         | 1                       |                         |                         | 1                       |                         |                         |
| Amerikanska Samoa        | 1                       | 1                       |                         |                         | 1                       |                         |                         |                         |
| District of Columbia     | 1                       |                         | 1                       |                         |                         | 1                       |                         |                         |
| Guam                     | 1                       |                         | 1                       |                         |                         | 1                       |                         | [ 96 ]                  |
| Nordmarianerna           | 1                       |                         |                         | 1                       |                         |                         | 1                       |                         |
| Puerto Rico              | 1                       | 1                       |                         |                         | 1                       |                         |                         |                         |
| Totalt                   | 6                       | 2                       | 3                       | 1                       | 2                       | 3                       | 1                       |                         |

## Delstatsval

Karta över guvernörsresultat 2018
Demokraterna behåller plats
Demokraterna vinner plats
Republikanerna behåller plats
Republikanerna vinner plats
Inget val

### Guvernörsval
Val hölls för guvernörskap i 36 delstater i USA och tre amerikanska territorier, liksom för borgmästaren i District of Columbia. Det senaste ordinarie guvernörsvalet för alla utom tre av delstaterna ägde rum under 2014. Guvernörer i New Hampshire och Vermont tjänar tvååriga mandatperioder, vilket innebär att deras senaste guvernörsval ägde rum under 2016. Oregon höll ett fyllnadsval 2016.
Flera delstater som höll guvernörsval har regler som begränsar hur många mandatperioder en guvernör kan sitta. Vissa sittande guvernörer har redan suttit sina mandatperioder och kan därför inte ställa upp för omval. Två sittande demokratiska guvernörer kunde därför inte kandidera, medan sex sittande demokratiska guvernörer var kvalificerade för omval. Bland republikanska guvernörer, kunde tolv stycken inte kandidera, medan elva stycken kunde söka omval. En partilös guvernör var kvalificerad för omval.
Sittande guvernören Bill Walker från Alaska kandiderade för omval som partilös men avbröt sin kampanj den 19 oktober.
Demokrater försvarade varje plats de hade kontrollerat före valet och fick kontroll över sju guvernörskap. De vann öppna platser i Michigan, Nevada, Kansas, New Mexico och Maine och besegrade republikanska guvernörer i Illinois och Wisconsin. Kansas var den enda republikanska delstaten att välja en demokratisk guvernör 2018.
| Delstat/Territorium      | Sittande | Sittande          | Vald  | Vald                   | Resultat (%) | Not     |
| ------------------------ | -------- | ----------------- | ----- | ---------------------- | ------------ | ------- |
| Alabama                  | (R)      | Kay Ivey          | (R)   | Omvald                 | 59,6         | [ 100 ] |
| Alaska                   | (–)      | Bill Walker       | (R)   | Mike Dunleavy          | 45,0         | [ 101 ] |
| Amerikanska Jungfruöarna | (–)      | Kenneth Mapp      | (D)   | Albert Bryan           | 54,54        | [ 102 ] |
| Arizona                  | (R)      | Doug Ducey        | (R)   | Omvald                 | 49,3         | [ 103 ] |
| Arkansas                 | (R)      | Asa Hutchinson    | (R)   | Omvald                 | 65,5         | [ 104 ] |
| Colorado                 | (D)      | John Hickenlooper | (D)   | Jared Polis            | 51,4         | [ 105 ] |
| Connecticut              | (D)      | Dan Malloy        | (D)   | Ned Lamont             | 48,4         | [ 106 ] |
| District of Columbia     | (D)      | Muriel Bowser     | (D)   | Omvald                 | 76,21        | [ 107 ] |
| Florida                  | (R)      | Rick Scott        | (R)   | Ron DeSantis           | 49,6         | [ 108 ] |
| Guam                     | (R)      | Eddie Calvo       | (D)   | Lou Leon Guerrero      | 50,7         | [ 96 ]  |
| Georgia                  | (R)      | Nathan Deal       | (R)   | Brian Kemp             | 50,3         | [ 109 ] |
| Hawaii                   | (D)      | David Ige         | (D)   | Omvald                 | 62,7         | [ 110 ] |
| Idaho                    | (R)      | Butch Otter       | (R)   | Brad Little            | 59,7         | [ 111 ] |
| Illinois                 | (R)      | Bruce Rauner      | (D)   | Jay Robert Pritzker    | 54,0         | [ 112 ] |
| Iowa                     | (R)      | Kim Reynolds      | (R)   | Vald                   | 49,6         | [ 113 ] |
| Kalifornien              | (D)      | Jerry Brown       | (D)   | Gavin Newsom           | 57,1         | [ 114 ] |
| Kansas                   | (R)      | Jeff Colyer       | (D)   | Laura Kelly            | 47,8         | [ 115 ] |
| Maine                    | (R)      | Paul LePage       | (D)   | Janet Trafton Mills    | 57,6         | [ 116 ] |
| Maryland                 | (R)      | Larry Hogan       | (R)   | Omvald                 | 56,5         | [ 117 ] |
| Massachusetts            | (R)      | Charlie Baker     | (R)   | Omvald                 | 66,9         | [ 118 ] |
| Michigan                 | (R)      | Rick Snyder       | (D)   | Gretchen Whitmer       | 53,0         | [ 119 ] |
| Minnesota                | (DFL)    | Mark Dayton       | (DFL) | Tim Walz               | 55,9         | [ 120 ] |
| Nevada                   | (R)      | Brian Sandoval    | (D)   | Steve Sisolak          | 49,4         | [ 121 ] |
| Nebraska                 | (R)      | Pete Ricketts     | (R)   | Omvald                 | 59,4         | [ 122 ] |
| New Hampshire            | (R)      | Chris Sununu      | (R)   | Omvald                 | 52,2         | [ 123 ] |
| New Mexico               | (R)      | Susana Martinez   | (D)   | Michelle Lujan Grisham | 57,1         | [ 124 ] |
| New York                 | (D)      | Andrew Cuomo      | (D)   | Omvald                 | 59,0         | [ 125 ] |
| Nordmarianerna           | (R)      | Ralph Torres      | (R)   | Omvald                 | 62,2         | [ 126 ] |
| Ohio                     | (R)      | John Kasich       | (R)   | Mike DeWine            | 50,7         | [ 127 ] |
| Oklahoma                 | (R)      | Mary Fallin       | (R)   | Kevin Stitt            | 54,3         | [ 128 ] |
| Oregon                   | (D)      | Kate Brown        | (D)   | Vald                   | 50,0         | [ 129 ] |
| Pennsylvania             | (D)      | Tom Wolf          | (D)   | Omvald                 | 57,7         | [ 130 ] |
| Rhode Island             | (D)      | Gina Raimondo     | (D)   | Omvald                 | 52,6         | [ 131 ] |
| South Carolina           | (R)      | Henry McMaster    | (R)   | Omvald                 | 53,9         | [ 132 ] |
| South Dakota             | (R)      | Dennis Daugaard   | (R)   | Kristi Noem            | 51,0         | [ 133 ] |
| Tennessee                | (R)      | Bill Haslam       | (R)   | Bill Lee               | 59,2         | [ 134 ] |
| Texas                    | (R)      | Greg Abbott       | (R)   | Omvald                 | 55,9         | [ 135 ] |
| Vermont                  | (R)      | Phil Scott        | (R)   | Omvald                 | 55,2         | [ 136 ] |
| Wisconsin                | (R)      | Scott Walker      | (D)   | Tony Evers             | 49,6         | [ 137 ] |
| Wyoming                  | (R)      | Matt Mead         | (R)   | Mark Gordon            | 67,4         | [ 138 ] |

### Lagstiftande församlingar
På delstatsnivå hålls under 2018 val i 87 av 99 lagstiftande församlingar. I territorierna hålls val i sex av nio lagstiftande församlingar. Louisiana, Mississippi, New Jersey och Virginia har inte ordinarie val jämna år. Puerto Rico har bara ordinarie val under år med presidentval. Kansas, Minnesota, New Mexico, South Carolina och Amerikanska Samoa har bara val i den ena kammaren. I vissa kammare är det val för delar av kammaren.

### Folkomröstningar
Olika typer av folkomröstningar hålls i 34 delstater. Valen handlar bland annat om vallagarna, sjukvård, marijuana och skatter.

## Påstådd rysk inblandning
USA:s nationella underrättelsechef Dan Coats angav under ett kongressvittnesmål att "USA är under attack" från ryska ansträngningar. Från och med den 13 februari 2018, bedömde sex stycken amerikanska underrättelsetjänster enhälligt att ryska hackare skannar amerikanska valsystem.
Den 23 maj 2018, varnade USA:s utrikesminister Mike Pompeo i en utskottsutfrågning att den amerikanska regeringen inte var skyddad från rysk inblandning i valet 2018, han sa "Ingen ansvarig regeringstjänsteman skulle någonsin säga att de har gjort tillräckligt för att förhindra någon attack på USA".
Den 26 juli 2018, påstod Missouris demokratiska senator Claire McCaskill att ryska hackare försökte bryta sig in i hennes senat e-postkonto, utan framgång.
Den 2 augusti 2018, meddelade Dan Coats tillsammans med FBI-direktören Christopher Wray vid en presskonferens att Ryssland stör aktivt i valet 2018, Coats sa "Det är på riktigt. Det pågår."
Den 7 augusti 2018, berättade Floridas senator Bill Nelson för Tampa Bay Times att ryska operatörer har trängt igenom några av Floridas valsystem före mellanårsvalet 2018. "De har redan trängt in i vissa län i delstaten och de har nu fria tyglar att röra sig om i," berättade Nelson för tidningen. Han uppgav också att mer detaljerad information är sekretessbelagd. Nelson gav inget bevis på rysk hackning och kritiserades av The Washington Posts faktacheckare som gav Nelsons påstående fyra Pinocchios, vilket betecknar det som en ordentlig lögn.

## Efterverkan
Demokratisk kontroll av representanthuset säkerställer att de kan förhindra konservativ lagstiftning från januari 2019 till januari 2021. Demokrater kommer också att få kontroll över kongressutskott med befogenhet att utreda olika frågor. Men genom att hålla kontrollen över senaten, kommer republikaner att kunna bekräfta president Trumps nomineringar utan demokratiskt stöd.
Trots det tydliga demokratiska övertagandet av representanthuset, uppgav President Trump efter valet att han hade vunnit en "stor seger." Han indikerade att han såg fram emot "en vacker partiöverskridande-typ situation," men lovade att anta en "krigisk hållning" om demokrater i representanthuset lanserar utredningar in i hans administration.